# باوند بابيز (مسلسل تلفزيوني 2010)
باوند بابيز (بالإنجليزية Pound puppies) هو مسلسل رسوم متحركة تيلفزيوني امريكي كندي موسيقي من إنتاج هاسبرو ستوديوز
، تم عرضه لأول مرة في 10 اكتوبر 2010 في الولايات المتحدة وايضا تم بثها في ytv في كندا وبوميرانغ في المملكة المتحدة وآيرلاندا واستراليا وهي السلسلة الثانية بعد سلسلة الرسوم المتحركة الاصلية التي تم إنتاجها عام 1986.
في العالم العربي تم عرض المسلسل مدبلجا للغة العربية على قناة كرتون نتورك بالعربية في عام 2012 ولاحقا على قناة إم بي سي ثري وتمت دبلجة المسلسل في أستديو مصري غير معروف